# Ken Lyle
Ken Lyle (* in Glasgow, Schottland) ist ein britisch-US-amerikanischer Schauspieler.

## Leben
Lyle wurde in Glasgow geboren. Auf dem Glasgow College erhielt er von  Alan Feinstein unter anderen Unterricht in Improvisationstheaterschauspiel. Erste Fernsehrollen und Besetzungen in Filmproduktionen erhielt er ab 2003. 2008 zog er in die USA. Er wirkte in zwei Episoden der Fernsehserie 1000 Wege, ins Gras zu beißen in unterschiedlichen Rollen mit. Von 2014 bis 2016 spielte er in der Fernsehserie The League of S.T.E.A.M. die Rolle des Number One. In den nächsten Jahren folgten Episodenrollen in den Fernsehserien Grey’s Anatomy, Shut Eye, Star Trek: Picard und Legacies. 2019 spielte er im Mysteriethriller Foreseen die Rolle des Antagonisten Kiroly. Der Film erschien am 8. Januar 2019 im US-amerikanischen Videoverleih. 2023 wirkte er im Blockbuster Guardians of the Galaxy Vol. 3 mit. 2024 spielte er in der Rolle des Nathaniel Crane im Thriller Whispers in the Walls mit. Im selben Jahr mimte er im Mockbuster Gladiators – Zurück in der Arena die Rolle des Generals Maxima.

## Filmografie (Auswahl)
- 2003: Russkie v Gorode Angelov (Fernsehserie, Episode 1x01)
- 2003: The Missing (Kurzfilm)
- 2004: Moscow Days, L.A. Nights
- 2005: Doll Graveyard
- 2007: The Ore (Kurzfilm)
- 2007: Casual Encounters (Kurzfilm)
- 2007: Big Slick (Kurzfilm)
- 2009: The Buffalo Son
- 2009: Dedd Brothers
- 2010; 2012: 1000 Wege, ins Gras zu beißen (1000 Ways to Die, Fernsehserie, 2 Episoden, verschiedene Rollen)
- 2011: Eagleheart (Fernsehserie, Episode 1x12)
- 2011: Bloodstone (Kurzfilm)
- 2011: The Duel (Fernsehserie)
- 2013: Four Winds
- 2013: Broken Glass
- 2013: The Spymaster (Kurzfilm)
- 2014: Wolfenstein: Liberation of London (Kurzfilm)
- 2014: The Cowboy (Kurzfilm)
- 2014: Bad Lads (Fernsehserie, Episode 1x10)
- 2014–2016: The League of S.T.E.A.M. (Fernsehserie, 3 Episoden)
- 2015: The Player (Fernsehfilm)
- 2015: The Paintings of Benjamin Daniels (Kurzfilm)
- 2016: Grey’s Anatomy (Fernsehserie, Episode 12x13)
- 2016: All About the Money
- 2016: The Last Heist
- 2016: Studio City Kings (Fernsehserie, Episode 1x01)
- 2017: Shut Eye (Fernsehserie, Episode 2x03)
- 2017: The Night I Died
- 2019: Foreseen
- 2019: Coyote (Kurzfilm)
- 2019: Angel Lust (Kurzfilm; auch Produktion und Drehbuch)
- 2020: Star Trek: Picard (Fernsehserie, Episode 1x04)
- 2021: Legacies (Fernsehserie, Episode 3x09)
- 2023: Guardians of the Galaxy Vol. 3
- 2024: Whispers in the Walls
- 2024: Gladiators – Zurück in der Arena (Gladiators)